# Ameralik
Ameralik är en fjord i Grönland (Kungariket Danmark).   Den ligger i kommunen Sermersooq, i den sydvästra delen av Grönland, 40 km öster om huvudstaden Nuuk.